# Erigone paradisicola
Erigone paradisicola là một loài nhện trong họ Linyphiidae.
Loài này thuộc chi Erigone. Erigone paradisicola được Crosby & Bishop miêu tả năm 1928.